# Estación Patriarca
La Estación Patriarca-Vila Ré es una estación de metro, de la Línea 3-Roja del Metro de São Paulo. Fue inaugurada el 17 de septiembre de 1988 solo con el nombre "Patriarca", no hay información sobre el cambio de nombre, pero el cambio fue percibido entre febrero y marzo de 2019.
Está ubicada en la Av. Antonio E. Carvalho, 1990, en el distrito de Vila Matilde.
Fue inaugurada el 17 de septiembre de 1988.

## Características
Estación con entrepiso de distribución sobre la plataforma central en la superficie, estructura en concreto aparente y techado espacial metálico entrelazado.
Posee acceso para discapacitados físicos a través de ascensores, rampas y pasarelas. Está integrada a una terminal de ómnibus urbanos.
Capacidad de hasta 20 mil pasajeros por hora.
Área construida de 7.525 m².

## Puntos de Interés y utilidad pública[2]
- Capilla Velório Santo Antônio
- Congregación Cristiana en Brasil
- CPTM Estación Patriarca-Vila Ré
- Creche Patriarca
- Escuela Estadual María de Castro Masieiro
- Policía Mirim de la Zona Este[3]
- Terminal de Ómnibus Patriarca

## Obras de arte
La estación no forma parte del "Itinerario de Arte en las Estaciones" (Metro de São Paulo).

## Tabla
| Sigla | Estación  | Inauguración             | Capacidad                  | Integración              | Plataformas | Posición    | Comentarios                                                             |
| ----- | --------- | ------------------------ | -------------------------- | ------------------------ | ----------- | ----------- | ----------------------------------------------------------------------- |
| PCA   | Patriarca | 17 de septiembre de 1988 | 20 mil pasajeros hora/pico | Bilhete Único de SPTrans | Central     | Semielevada | Estructura en concreto aparente y techado espacial metálico entrelazado |

## Líneas de SPTrans
Líneas de la SPTrans que salen de la Estación Patriarca-Vila Ré del Metro:
| Línea | Prefijo | Letrero Ida        | Letrero Vuelta  |
| ----- | ------- | ------------------ | --------------- |
| 2709  | 10      | Metro Patriarca    | Vila União      |
| 2709  | 31      | Metro Patriarca    | Vila União      |
| 2710  | 10      | Burgo Paulista     | Metro Patriarca |
| 2710  | 31      | Vila São Francisco | Metro Patriarca |
| 2711  | 10      | Metro Patriarca    | Ponte Rasa      |
| 2715  | 10      | Metro Patriarca    | Vila Sílvia     |
| 2756  | 10      | Metro Patriarca    | Guaianazes      |
| 3724  | 10      | Vila Nhocuné       | Metro Patriarca |